# Duisui
Duisui (kinesiska: 堆随, 堆随乡) är en socken i Kina. Den ligger i den autonoma regionen Tibet, i den sydvästra delen av landet, omkring 120 kilometer sydost om regionhuvudstaden Lhasa. Antalet invånare är 2689. Befolkningen består av 1 387 kvinnor och 1 302 män. Barn under 15 år utgör 26,0 %, vuxna 15-64 år 67 %, och äldre över 65 år 5,0 %.
Genomsnittlig årsnederbörd är 1 034 millimeter. Den regnigaste månaden är juli, med i genomsnitt 237 mm nederbörd, och den torraste är december, med 8 mm nederbörd.